# 望江工業
重慶望江工業有限公司，中國兵器裝備集團旗下公司，位於中国重慶市，是在1933年當時是廣東省清遠市成立，前身為国民政府第五十兵工厂、国营望江机器制造厂、望江机器制造总厂。
主要業務生產风电齿轮箱、摩托车及发动机、专用汽车、汽车车身冲压件、汽车转向节、汽车车架和车桥、球墨铸造、大型非标设备制造、石油机械、矿山液压支架等产品。
現任董事長陳永博，總經理為李光福。

## 外部連結
- 重慶望江工業有限公司